# 萊辛森 (伊利諾伊州波普縣)
萊辛森（英語：Rising Sun）是位於美國伊利諾伊州波普縣的一個非建制地區。該地的面積和人口皆未知。

## 地理
萊辛森的座標為37°24′25″N 88°34′41″W / 37.40694°N 88.57806°W，而該地的平均海拔高度為195米（即640英尺）。